# أتاناس ألكسندروف
أتاناس ألكسندروف (بالبلغارية: Атанас Александров)‏ هو لاعب كرة قدم بلغاري في مركز الدفاع، ولد في 2 يونيو 1952 في Mihaylovo ‏ في بلغاريا، وتوفي في 11 أبريل 2004. لعب مع سلافيا صوفيا.

## وصلات خارجية
- أتاناس ألكسندروف على موقع قاعدة بيانات كرة القدم.إي يو (الإنجليزية)
- أتاناس ألكسندروف على موقع ناشيونال فوتبول تيمز (الإنجليزية)